# Il ritorno degli zombie (film)
Il ritorno degli Zombi (Bloodeaters) è un film horror del 1980 diretto da Charles McCrann.

## Trama
Nell'intenzione di distruggere una piantagione di marijuana gestita da una comunità hippie, i federali spargeranno il Dromax, diserbante non ancora collaudato, che colpirà gli esseri umani della zona trasformandoli in zombi assetati di sangue.

## Conosciuto anche come
- (titolo originale): Bloodeaters / Blood Butchers
- Austria (titolo della casella video): Mutiert - Crying Fields
- Germania (titolo del DVD box): Toxic Zombies
- Spagna: Zombies tóxicos
- Regno Unito (titolo provvisorio) (titolo video): Forest of Fear
- Grecia (titolo video): Ta zombi tou dasous
- Italia: Il ritorno degli zombi
- Portogallo: A Floresta do Medo
- USA (titolo provvisorio): Forest of Fear
- USA: Toxic Zombies
- Germania dell'Ovest: Crying Fields - Sie wurden zu Bestien der Apokalypse
- Germania dell'Ovest: Mutiert - Vergessen in der Hölle

## Location
- Pennsylvania, USA